# Buena chica
«Buena chica» es un sencillo de la banda madrileña Los Secretos, incluido en su LP Continuará (1987).

## Descripción
Interpretada en ritmo lento, con una letra llena de melancolía, la canción narra la historia de una joven que se ve sumida en el mundo de la droga para finalmente perecer ante esa lacra. Se ha indicado que la canción está dedicada a Luisa Martínez, quien fuera amiga personal de Enrique Urquijo.
En 1988 se graba en directo una nueva versión, incluida en el LP Directo. Fue asimismo interpretada por el grupo Amaral junto a Los Secretos, en el álbum homenaje Gracias por elegirme (2008).